# Endurance (film)
Endurance è un film del 1998 diretto da Leslie Woodhead e Bud Greenspan e prodotto dalla Walt Disney Pictures.

## Trama
Il film racconta la vita del celebre atleta Haile Gebrselassie, dall'infanzia in Etiopia fino alla vittoria della medaglia d'oro nei 10000 metri piani ai Giochi olimpici di Atlanta 1996.